# Theuma
Theuma é um município da Alemanha, situado no distrito de Vogtlandkreis, no estado da Saxônia. Tem 9,94 km² de área, e sua população em 2019 foi estimada em 1.019 habitantes.